# Bushtaniqān
Bushtaniqān (in persiano بشتنقان‎) è il nome di un villaggio del Khorasan (Iran) che sorgeva nei pressi di Nīshāpūr.
È ricordato per essere stato il luogo natale del grande giurista e teologo sunnita sciafeita e ash'arita ʿAbd al-Malik b. Yūsuf al-Juwaynī, meglio noto con il laqab di Imām al-Ḥaramayn.